# Inspectah Deck
Inspectah Deck, de son vrai nom Jason Hunter, né le 6 juillet 1970 à Brooklyn, New York, est un rappeur, producteur de musique et acteur américain, membre du Wu-Tang Clan. Il acquiert une notoriété grâce à ses paroles et versets dans le groupe.

## Biographie

### Jeunesse et débuts
Hunter est né le 6 juillet 1970 à Brooklyn, dans la ville de New York, mais a grandi à Staten Island. Hunter cite habituellement Park Hill Projects à Clifton, dans lequel il grandit et fréquente les futurs rappeurs Method Man, Raekwon, et Ghostface Killah. Issu d'une famille de musiciens, son père décède lorsque Hunter est âgé de six ans, et assiste sa mère à subvenir aux besoins de la famille. 
Hunter participe à tous albums collectifs du Wu-Tang Clan. Il commence l'aventure évidemment au travers du chef-d'œuvre Enter the Wu-Tang (36 Chambers) où il est présent sur pratiquement toutes les pistes (notamment les célèbres Protect Ya Neck et C.R.E.A.M.). Un flow hardcore, des textes très travaillés avec un grand sens de la métaphore caractérisent le style du Rebel INS. Il participe aux projets solos de Raekwon (Only Built 4 Cuban Linx), GZA (Liquid Swords), Method Man (Tical), Ghostface Killah (Ironman). Après ses performances exceptionnelles dans les albums de ses amis, il songe alors à son premier album solo, lequel est prévu pour la fin 1997, mais il ne sera jamais publié à cause d'inondations dans le studio de RZA. Inspectah répond à la presse spécialisée Let Me at Them sur la bande originale de Tales From the Hood. Pas d'album solo mais une participation en 1997 au second opus du Wu-Tang Clan, le double album Wu-Tang Forever. Il est alors découvert en tant que producteur sur Visionz.

### Carrière solo
Le premier album d'Inspectah Deck, Uncontrolled Substance est prévu pour fin 1997. Le 7 septembre 1999, il publie Uncontrolled Substance au label Loud Records. Il est principalement produit par Deck, et contient des chansons composées avec des membres moins connus du Wu-Tang. L'album est bien accueilli par la presse spécialisée, mais ne réussit pas à atteindre le succès similaire engendré par les précédents projets solo du Wu-Tang Clan. Il atteint néanmoins la 19e place du Billboard 200. Peu après cette publication, Deck revient au Wu-Tang pour les albums The W publié en 2000, et Iron Flag publié en 2001. Inspectah Deck publie son deuxième album, The Movement le 20 mai 2003, album qui n'atteindra pas l'effect escompté pour Deck. 
Deck publie son troisième album, The Resident Patient, le 25 mai 2006, à l'origine prévu pour être une suite de l'album The Movement. En 2007, le rappeur revient au Wu-Tang Clan pour enregistrer leur album 8 Diagrams. À cette période, Deck annonce deux projets : une collaboration appelée Czarface avec 7L and Esoteric en featuring avec DJ Premier et un nouvel album solo intitulé The Rebellion. En 2009, il publie un album solo intitulé Swordsplay Expert.
Le 23 mars 2010, Inspectah Deck publie son nouvel album Manifesto, qui fait participer Raekwon, Cormega, Termanology, Planet Asia, Cappadonna, Kurupt, et Billy Danze du groupe M.O.P.. En 2008, une mixtape intitulée The Resident Patient II est mise en ligne sur Internet. Au début de 2010, Inspectah Deck se lance dans son album collaboratif Czarface et sur The Rebellion. Dans une interview avec Conspiracy Radio, Deck explique qu'il se retirera de la publication d'albums solo si les fans trouvent à redire concernant The Manifesto et The Rebellion. Il annonce également un album instrumental intitulé The Bodyrock Volume 1, qui s'inspirera des albums instrumentaux publiés par Alchemist, Ayatollah, et Pete Rock. Le 11 février 2013,, Inspectah Deck annonce un nouvel album aux côtés du producteur Agallah.
Après avoir travaillé avec le Wu-Tang Clan sur leur sixième album A Better Tomorrow, il se réunit avec 7L & Esoteric pour un album Czarface intitulé Every Hero Needs a Villain, publié en juin 2015.

## Discographie

### Albums studio
- 1999 : Uncontrolled Substance
- 2003 : The Movement
- 2010 : Manifesto

### Mixtapes
- 2006 : The Resident Patient
- 2009 : Swordplay Expert
- 2014 : Cynthia's Son

### Albums collaboratifs
- 2013 : Czarface (avec Czarface)
- 2015 : Every Hero Needs a Villain (avec Czarface)
- 2016 : A Fistful of Peril (avec Czarface)
- 2017 : First Weapon Drawn (avec Czarface)
- 2018 : Czarface Meets Metal Face (avec Czarface et MF Doom)